# هیبل زیوا

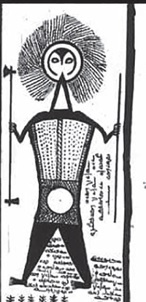
هیبل زیوا

هیبل زیوا (مندایی: ࡄࡉࡁࡉࡋ ࡆࡉࡅࡀ) از فرشتگان یا ملکاهای اساطیر مندایی است.حسب اساطیر این فرشته در پس از هبوط آدم ابوالبشر پیغام خدا یا همان هیی را به آدم و سپس سایر پیغمبران برگزیده خدا می‌رساند که این کلام تا زمان پیدایش خط سینه به سینه توسط فرزندان آدم حفظ شده بود.به باور مندائیان متن این پیام‌ها در کتاب دینی‌شان کنزا ربا آمده‌است. آدم ابوالبشر نخستین پیامبر دینی مندائیان می‌باشد. هیبل زیوا همتای جبرئیل عبری در دین مندائی است.

## منبع
1. ↑  سایت آفتاب آداب و متون مندایی در هاله‌ای از ابهام.فارسی.بازدید در ۱ ژوئیه ۲۰۱۱